# Melomys fulgens
Melomys fulgens is een knaagdier uit het geslacht Melomys dat voorkomt op Ceram. Hij is nauw verwant aan M. leucogaster, M. caurinus, M. talaudium en M. arcium, waarmee hij vroeger tot dezelfde soort werd gerekend. Er zijn twee exemplaren bekend, die in februari 1920 door de gebroeders Felix, Charles en Joseph Pratt bij de Teluk Taluti in het zuiden van Ceram.
M. fulgens is een grote, oranje rat met een grijpstaart. De buik is echter wit. Hij heeft een veel langere staart, zonder schubben bij de punt, dan M. leucogaster en smallere kiezen dan M. taludium. De kop-romplengte bedraagt 150 mm, de staartlengte 200 tot 205 mm, de achtervoetlengte 34 tot mm en de oorlengte 17 tot 19 mm.